# Сергеев, Андрей Васильевич
Андре́й Васи́льевич Серге́ев (Петров-Сергеев; 1893, Гдовский уезд, Санкт-Петербургская губерния — 5 сентября 1933, Лопасненский район, Московская область) — военный деятель, член РСДРП с 1911 года, участник Первой мировой войны, лётчик. Один из организаторов и руководителей Рабоче-крестьянского Красного воздушного флота.

## Биография
Родился в деревне Каменка Гдовского уезда. В 1915 году окончил курсы авиационных мотористов и теоретические курсы лётчиков при Петроградском политехническом институте. На военной службе с 1 февраля 1915 года (рядовой 171-го пехотного запасного батальона, затем переведён в 1-ю авиационную роту). 27 января 1916 года направлен в Севастопольскую авиационную школу, которую окончил 23 декабря (1916). Служил лётчиком в 7-м Сибирском авиаотряде.
18 апреля 1917 года избран делегатом на 1-й Всероссийский съезд лётчиков, где вошёл в Оргкомитет по созыву Всероссийского съезда всех деятелей авиации. На 1-м Всероссийском авиационном съезде был избран в Совет Авиации. С декабря 1917 по май 1918 года член Всероссийской коллегии по управлению Воздушным Флотом, с 24 мая — комиссар Главного управления РККВФ, главный комиссар авиации Восточного фронта, с 22 сентября 1918 по 25 марта 1920 года — начальник Полевого управления авиации и воздухоплавания при Полевом штабе Реввоенсовета Советской республики (Авиадарм).
Был помощником начальника ГУВФ РККА по сухопутной авиации (1920—1921), начальником штаба Воздушного Флота (с 25 марта 1920 по февраль 1921). С августа 1921 до октября 1922 года занимал пост начальника ГУВФ РККА (Главвоздухфлот), будучи тем самым руководителем всех ВВС РККА. Лично участвовал в боевых действиях на фронтах Гражданской войны.

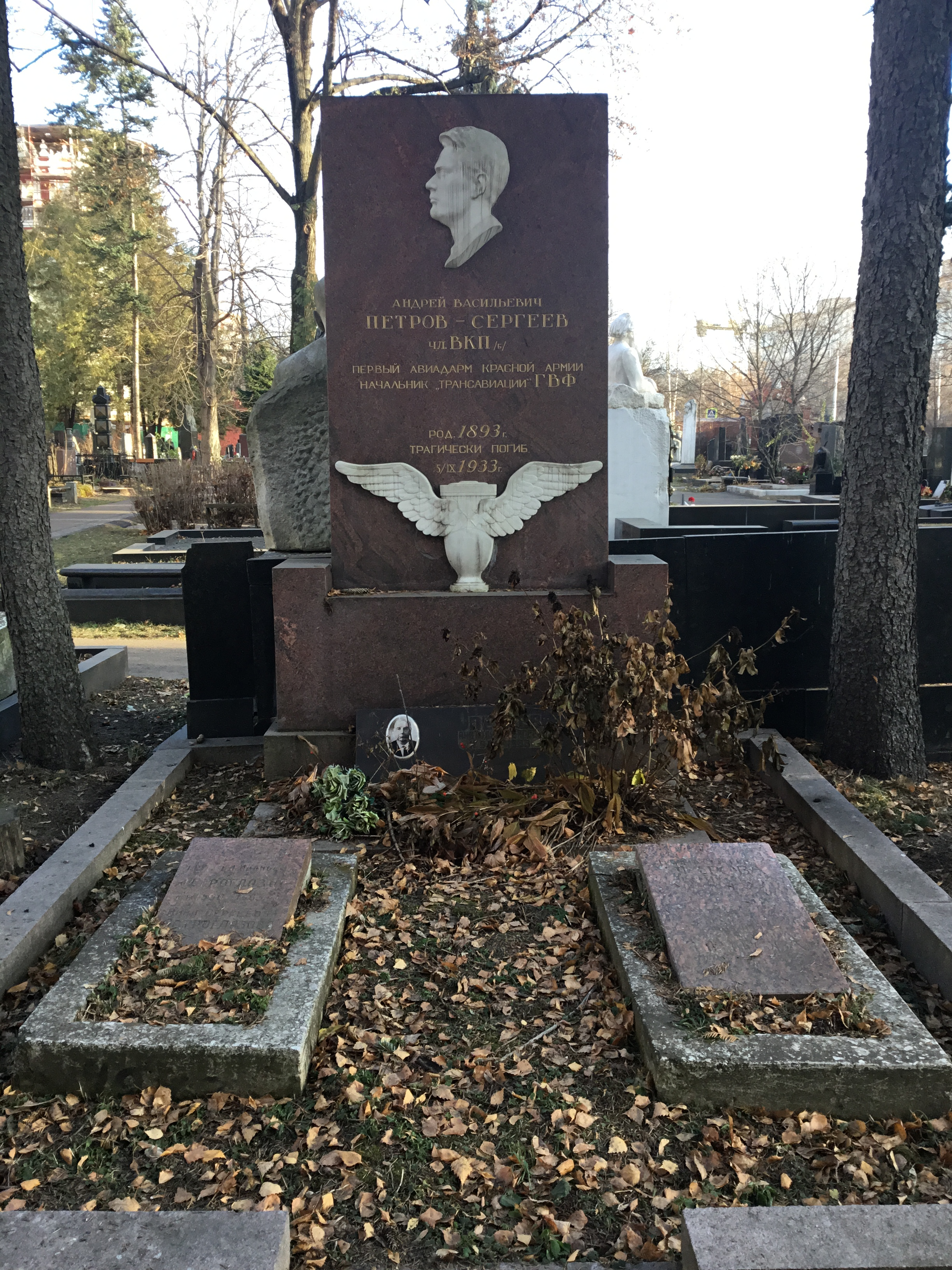
Могила Андрея Васильевича Петрова-Сергеева на Новодевичьем кладбище

В 1926 году окончил Военно-воздушную академию РККА имени профессора Н. Е. Жуковского, после чего состоял в резерве РККА с откомандированием в распоряжение Народного Комиссариата внешней и внутренней торговли.
В 1926—1928 годы — военный атташе во Франции, с 1928 года возглавлял авиационный отдел советских торговых представительств (Амторг) в США.
В 1933 году назначен начальником транспортной авиации СССР и заместителем начальника ГУГВФ при Совнаркоме СССР. Погиб в авиационной катастрофе, похоронен на Новодевичьем кладбище.

## Избранные труды
- Сергеев А. В. Стратегия и тактика Красного воздушного флота / С предисл. препод. Воен. акад. Р.К.К.А. А. Лапчинского. — М.: Вестник воздушного флота, 1925. — 228 с.
- Сергеев А. В. Пять лет строительства и борьбы Воздушного Флота. 1917 — 1922. Книга 1: Героические годы Красного Воздушного Флота. — М.: Авиоиздательство, 1926. — 157 с.
- Сергеев А. В. Пять лет строительства и борьбы Воздушного Флота. 1917 — 1922. Книга 2: Как создавался Красный воздушный флот. — М.: Авиоиздательство, 1926. — 170 с.

## Награды
- орден Красного Знамени (1928)[4].